# Dialog zwischen einem Priester und einem Sterbenden
Der Dialog zwischen einem Priester und einem Sterbenden ist ein kurzer Aufsatz, den Donatien Alphonse François de Sade im Jahre 1782, der Spätzeit der Aufklärung, im Gefängnis geschrieben hat.
In diesem philosophischen Dialog bekräftigt de Sade seine Libertinage und seinen Atheismus durch die Gestalt des Sterbenden, der die Buße ablehnt. Jener ist Atheist und widerspricht dem Priester, der ihn davon überzeugen will, dass er die Notwendigkeit der Existenz Gottes zugeben müsse. Der Sterbende insistiert auf der Unmöglichkeit, die Existenz Gottes rational zu beweisen.
Das Ende des Dialoges zeigt den rhetorischen Sieg des Sterbenden über den Geistlichen, der in den Armen von Frauen stirbt.
Der Sterbende denkt rational und materialistisch. Er widerspricht dem Obskurantismus und kritisiert die Glaubwürdigkeit von Wundern und die Korrektheit und Objektivität der historisch überlieferten religiösen Schriften. Doch im Gegensatz zu den späteren Schriften de Sades, in denen die Libertins schrankenlosen Egoismus, Sadismus und Amoralismus befürworten, befürwortet der Sterbende die Goldene Regel als Prinzip der Moral.
Das Werk wurde erstmals 1926 von Stendhal et Cie in Frankreich herausgegeben.
Regisseur Luis Buñuel gab an, dass eine Szene in Nazarín (1959), in dem ein Priester mit einem Sterbenden spricht, von de Sades Text inspiriert war und eine Hommage an ihn darstellte.